# رالف فولمر
رالف فولمر (بالألمانية: Ralf Vollmer)‏ هو لاعب كرة قدم ألماني في مركز الهجوم، ولد في 5 يوليو 1962 في هايلبرون في ألمانيا. لعب مع شتوتغارت كيكرز.

## وصلات خارجية
- رالف فولمر على موقع قاعدة بيانات كرة القدم.إي يو (الإنجليزية)
- رالف فولمر على موقع بيانات كرة القدم. دي إي (الألمانية)
- رالف فولمر على موقع عالم كرة القدم.نت (الإنجليزية)